# ヒュペルピュロン
ヒュペルピュロン (ギリシア語: νόμισμα ὑπέρπυρον nómisma hypérpyron) は後期中世において使われた東ローマ帝国のコインで、ソリドゥス金貨に代わって帝国の正規金貨として用いられた。

## 歴史

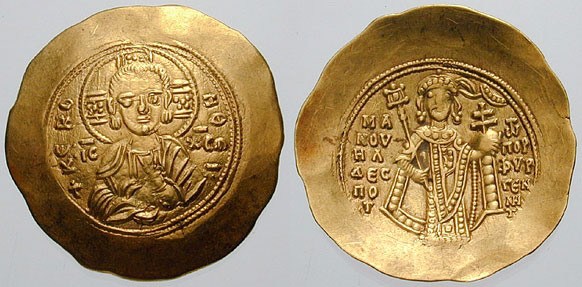
皇帝マヌエル1世コムネノス(在位1143–1180年)のヒュペルピュロン
典型的な 杯状金貨 (カップ型) の形状を持つ

ビザンツ帝国の伝統的な金貨であるソリドゥス金貨またはノミスマ金貨は、7世紀にわたって金の含有量が24 カラットで安定しており、高い価値を持ち続けた。1030年代以降1080年代まで軍事的破局と内戦に伴いコインの価値は低下し、金の含有量はほとんどゼロになった。引き続き 1092年にアレクシオス1世コムネノス (r. 1081–1118年)はビザンツ通貨体系の劇的な改革を実施し、新たな金貨ヒュペルピュロン (非常に洗練されている、という意味)を発行した。これはソリドゥスと同じく重量は4.45 グラムだったが、以前に発行された貨幣を再利用したため、金の含有量は24カラットではなく20.5 カラットだった。
ヒュペルピュロンは、14世紀のビザンツ帝国で新たな金貨が発行されるまで標準貨幣であり続けた。しかしながらニケーア帝国 (1204–1261)のもとでは価値は漸減し、金の含有量はミカエル8世パレオロゴス (r. 1259–1282) の時代に18カラットから15カラットへと次第に落ちていき、彼の息子であり後継者のアンドロニコス2世パレオロゴス (r. 1282–1328年) の時には12カラットまで落ちた。同時にコインの品質も落ち、14世紀に入ると重量さえ均一ではなくなった。最後のヒュペルピュラ/hyperpyraと最後のビザンツ金貨はヨハネス6世カンタクゼノス (r. 1347–1352) によって発行されたものだった。その名前は24のカラットへと分割する計算貨幣として名残をとどめている。
ヒュペルピュロンは、西欧ではラテン語: perperumまたはイタリア語: perpero、バルカン半島のスラヴ人諸国ではperperあるいはiperpero等として採用され、さまざまな通貨（通常は銀）の計算貨幣とされた。ヒュペルピュロンは、西洋のほとんど、とりわけイタリア商人の間ではベザントと呼ばれていた。
初期 コムネノス王朝時代ヒュペルピュロンは3エレクトロン貨 トラッキィ、48 ビロン トラッキィ/trachea もしくは864 銅 テタルテロンと同価であり、トラッキィの減価に伴い12 エレクトロン トラッキィ/trachea と288から384 ビロン トラッキィ/tracheaとなった。14世紀ヒュペルピュロンは新しい銀貨バシリコンの12枚の価値があり、 96 tornese、 384銅トラッキィ/tracheaと 768銅アスに匹敵した。

## 参考資料
- Grierson, Philip (1999). Byzantine Coinage. Washington, DC: Dumbarton Oaks. ISBN 978-0-88402-274-9.  オリジナルの2013-12-14時点におけるアーカイブ。
- Kazhdan, Alexander, ed (1991). The Oxford Dictionary of Byzantium. New York and Oxford: Oxford University Press. ISBN 978-0-19-504652-6

## 関連文献
- Grierson, Philip (1982). Byzantine Coins. London: Methuen. ISBN 978-0-416-71360-2
- Hendy, Michael F. (1989). The Economy, Fiscal Administration and Coinage of Byzantium. London: Variorum Reprints. ISBN 0-86078-253-0
- Hendy, Michael F. (1985). Studies in the Byzantine Monetary Economy c. 300–1450. Cambridge: Cambridge University Press. ISBN 0-521-24715-2